# Watford and Rickmansworth Railway

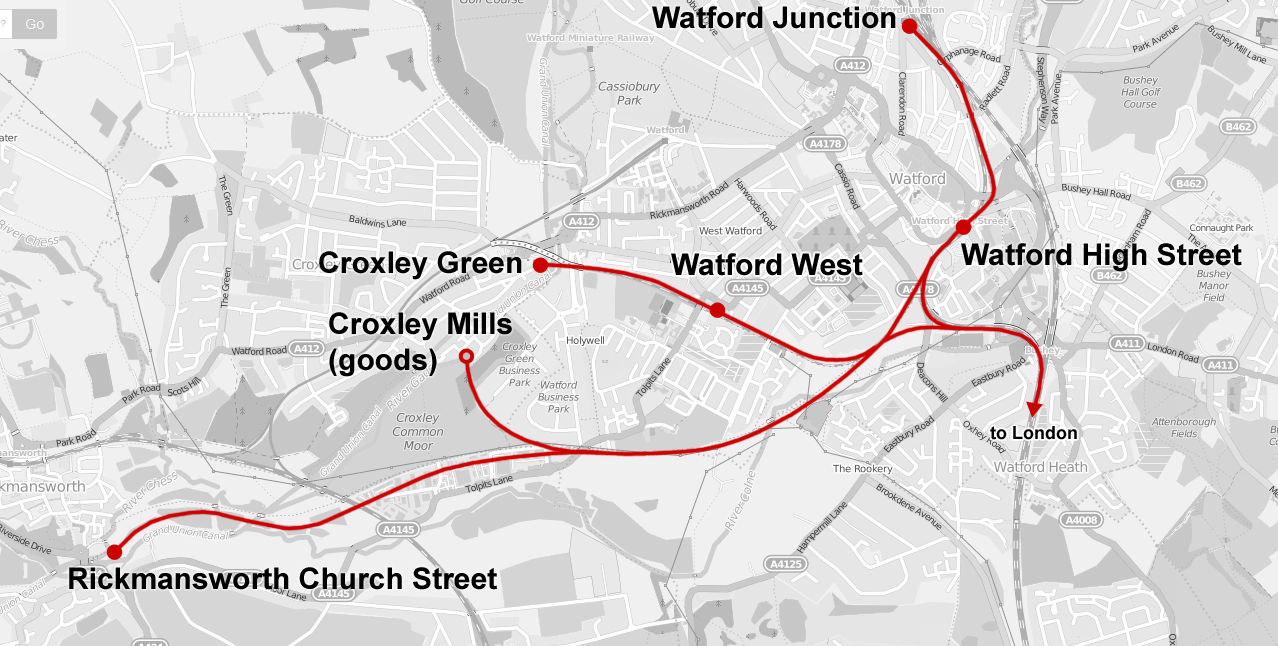
Streckenverlauf, einer modernen Landkarte überlagert

Die Watford and Rickmansworth Railway war eine Eisenbahnstrecke von Watford Junction nach Rickmansworth Church Street, die von 1862 bis 1952 in Betrieb war.

## Geschichte
Die Watford & Rickmansworth Railway Company (W&RR) wurde 1860 als ein Unternehmen des Whig-Politikers Lord Ebury gegründet und erhielt die Genehmigung zum Bau einer 4,5 Meilen langen eingleisigen Strecke nach Rickmansworth. Diese ging 1862 in Betrieb und trug nach ihrem Begründer den Spitznamen Lord Ebury's Railway. Die Betriebsführung wurde der London and North Western Railway (LNWR) übertragen, die dafür der W&RR die Hälfte des Bruttoertrags zahlte. Zunächst verkehrten fünf Zugpaare täglich als Wendezüge, bestehend aus einer Tenderlokomotive und zwei Waggons. Ein Projekt, die Strecke nach Uxbridge zu verlängern und so eine Verbindung über West Drayton nach London Paddington herzustellen, wurde nicht verwirklicht, obwohl es 1863 vom Parlament genehmigt wurde, da die Great Western Railway ihre angekündigte Unterstützung des Vorhabens zurückzog.
Die Strecke erwies sich nicht als rentabel, bereits vier Jahre nach Eröffnung wurde sie unter Insolvenzverwaltung gestellt. Durch den Bau mehrerer Anschlussgleise für den Güterverkehr wurde versucht, die Rentabilität der Strecke zu verbessern. Insbesondere wurden ein Anschluss zur Papierfabrik John Dickinson & Co. und zum Grand Union Canal bei Croxley Green und einer zu den Lagerhäusern der Brauerei Benskins gebaut. Als die Gründergesellschaft 1881 bankrottging, wurde die Strecke von der LNWR übernommen. Echte Brunnenkresse, die entlang des Flusses Gade und am Chess angebaut wurde, war ein häufiges Transportgut auf der Strecke.
1912 wurde von der LNWR eine Zweigstrecke von Watford High Street nach Croxley Green eröffnet, auf der 1996 der Verkehr eingestellt wurde. Am 16. April 1917 wurde der elektrische Betrieb zwischen Queen’s Park und Watford über Gleise der Watford and Rickmansworth Railway aufgenommen, auf der Gesamtstrecke aber erst im September 1927. In den 1930er Jahren wurde der Personenverkehr mit Zügen der London Underground abgewickelt.
Konkurrenz durch die Metropolitan Railway, durch Busse und zunehmende private Nutzung von Kraftfahrzeugen führte zur Abnahme der Passagierzahlen. 1952 wurde der Personenverkehr zwischen Watford High Street und Rickmansworth eingestellt. 1967 endete der Güterverkehr nach Rickmansworth und 1983 der verbleibende Güterverkehr zum Anschluss einer Papierfabrik bei Croxley. Die Bedienung der Brauerei endete bereits 1956. Nach Demontage der Gleise und Abriss von Bahnsteigen und Stationsgebäuden wird heute ein großer Teil der Strecke vom Ebury Way Cycle Path, einem nach dem Begründer der Strecke benannten Radweg, genutzt.
Der Abschnitt von Watford Junction nach Watford High Street ist als Teil einer Verbindung nach Bushey noch in Betrieb. Im Rahmen des Projekts Croxley Rail Link sollen ihn in Zukunft auch Züge der Metropolitan Line von Croxley nach Watford Junction benutzen.

## Betriebsstellen
Die Strecke begann im Bahnhof Watford Junction und verlief über den Bahnhof Watford High Street als einzige Zwischenstation nach Rickmansworth (Church Street).⊙ Dieser Endbahnhof lag im Süden der Stadt gegenüber der Kirche, wo Gleisanschlüsse zum nahegelegenen Grand Union Canal eingerichtet wurden. Er hatte nur einen Bahnsteig. Die Güteranlagen befanden sich auf der Nordseite und bestanden anfänglich aus drei Gleisen. Zwei davon verliefen parallel, eins führte in einen Güterschuppen, das andere parallel zu einer Laderampe. Das dritte führte hinter dem Bahnsteig an das Kopfende der Rampe. Bis 1898 wurden vier weitere Gütergleise fächerförmig nördlich des Güterschuppens angelegt. Der Bahnhof verfügte über einen Kran mit einer Tragkraft von 1 ton 10 cwt (reichlich 1,5 t). Zwei weitere Gleise führten nach 1912 zu einem Kai am Grand Union Canal. Das ursprünglich hölzerne Stationsgebäude wurde 1921/1922 durch einen Ziegelbau ersetzt.
Mit der Verstaatlichung der britischen Eisenbahnen 1948 erhielt der Bahnhof, der bis dahin nur „Rickmansworth“ hieß, den Zusatz „Church Street“, um ihn vom Bahnhof Rickmansworth an der Bahnstrecke London-Aylesbury zu unterscheiden. Nach Einstellung des Güterverkehrs zog eine Druckerei in das Bahnhofsgebäude. 1973/1974 wurde der Bahnhof abgerissen und das Gelände für Neubebauung geräumt.